# Operation Slapstick
1940–1945: Luftangriffe auf Italien
1940: Angriff auf Tarent
1943: Operation Husky (Lehrgang) – Waffenstillstand von Cassibile – Invasion in Italien (Baytown, Avalanche, Slapstick) – Fall Achse – Schlacht um Ortona
1944: Schlachten am Monte Cassino – Operation Shingle – Gotenstellung – Schlacht von Monte Castello
1945: Frühjahrsoffensive

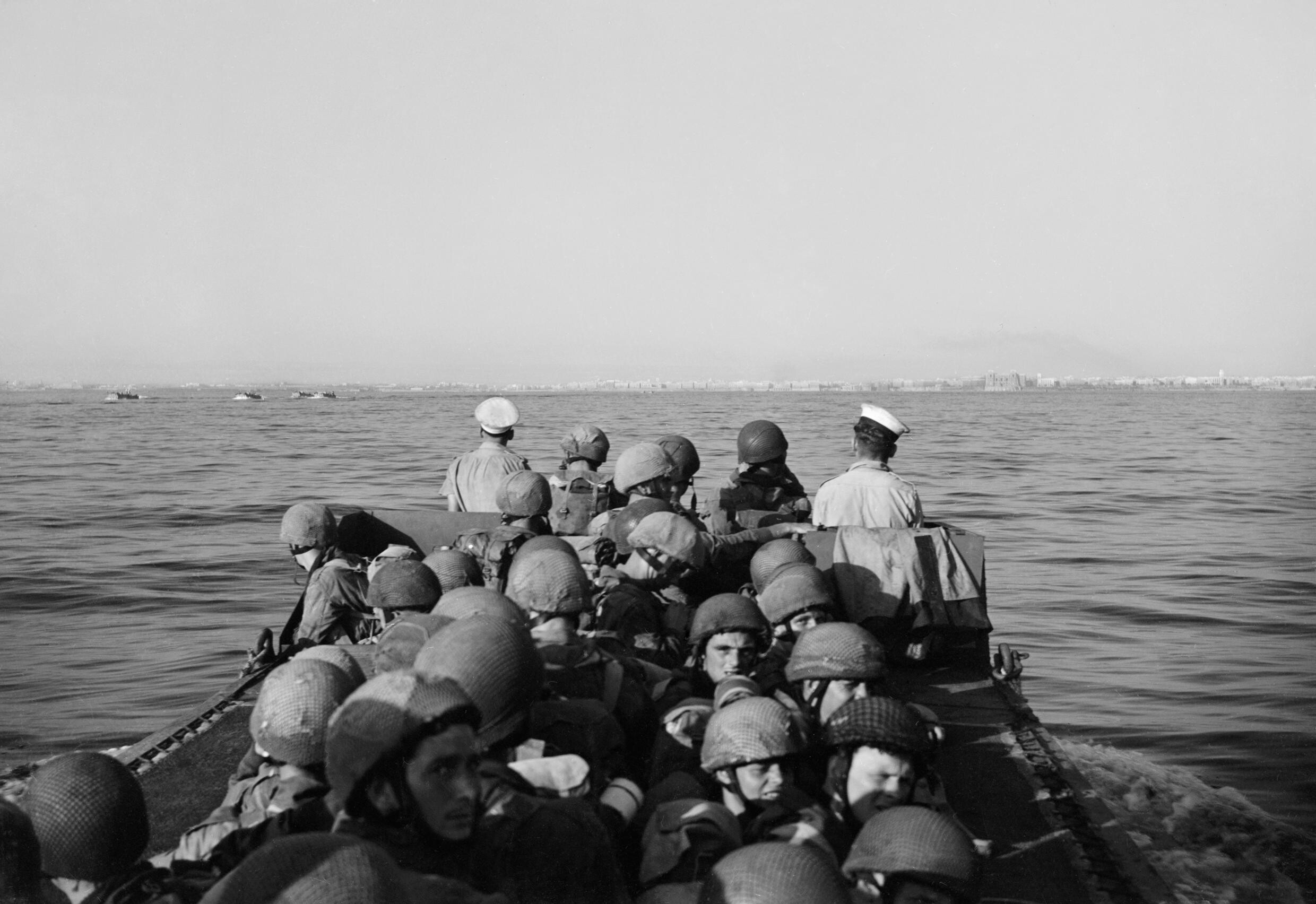
Einheiten der 1st Airborne Division vor Tarent

Operation Slapstick war der Deckname für die alliierte Militäroperation zur Besetzung des italienischen Flottenstützpunktes der Regia Marina in Tarent im Zweiten Weltkrieg. Die Operation fand am 9. September 1943 parallel zum Start der Operation Avalanche statt.

## Vorgeschichte und Verlauf
Italien hatte mit den Alliierten am 3. September den Waffenstillstand von Cassibile  abgeschlossen und war am 8. September offiziell aus dem Krieg ausgeschieden. Die Alliierten planten jedoch die Landung in Gebieten, die von der deutschen Wehrmacht kontrolliert wurden. Damit die deutschen Truppen vom geplanten Landungspunkt bei Salerno (Operation Avalanche) abgelenkt werden konnten, war die britische 8. Armee unter General Bernard Montgomery in der Operation Baytown bereits am 3. September mit ihrem XIII. Korps (GenLt. Miles Dempsey) bei Reggio an der Südspitze Kalabriens gelandet.
Gleichzeitig mit der Hauptlandung der 5. US-Armee im Golf von Salerno wurde zusätzlich am 9. September die Operation Slapstick im Hafen von Tarent durch die britische 1. Luftlandedivision unter Generalmajor George F. Hopkinson durchgeführt. Die alliierte Landungsflotte landete am frühen Morgen des  9. September von Bizerta kommend die Division in Tarent an. Es gab keinen militärischen Widerstand von italienischer Seite, Wehrmacht und Kriegsmarine hatten sich noch am Vortag zurückgezogen. Im Hafen aber versenkte eine am Vorabend von deutschen Schnellbooten beim Auslaufen gelegte Minensperre den britischen Minenleger Abdiel. Dabei starben sechs Offiziere und 42 Mann der Besatzung sowie etwa 120 der eingeschifften 400 Soldaten.
Einheiten der 1. Fallschirmjäger-Division der Wehrmacht versuchten in der Folge, das Vordringen der Alliierten an Land zu verlangsamen. Bei den Kampfhandlungen starb noch am 9. September der britische Generalmajor Hopkinson. Der deutsche Oberbefehlshaber in Italien, Generalfeldmarschall Albert Kesselring erwartete eine alliierte Hauptlandung bei Gaeta oder Salerno und hatte starke Kräfte nach Norden bis zur „Gustav-Linie“ abgezogen, so dass es in der Folge zu keinen größeren Kämpfen bei Tarent kam.